# 99-es busz (Szczecin)
A szczecini 99-es jelzésű busz a Kołłątaja – Zajezdnia Golęcin útvonalon közlekedik. A vonalon 2018-ban indult meg a közlekedés. A vonalat a SPA Klonowica közlekedteti az Utak és Közlekedési Hatóság Szczecinben (Zarząd Dróg i Transportu Miejskiego) megrendelésére.

## Története
A 99-es vonal először 2018. szeptember 1-jétől 2020. január 1-jéig közlekedett a Warszewo és Osów településeket összekötő útvonalon. 2021. február 1-jén a vonal másodszor is elindult, ezúttal a Kołłątaja buszvégállomástól a Golęcin villamoskocsiszínig tartó útvonalon.

## Útvonala
| Zajezdnia Golęcin felé | Kołłątaja felé |
| --- | --- |
| Kołłątaja – Orzeszkowej – Krasińskiego – Duńska – Szczecińska – Rostocka – Łączna – Hoża – Robotnicza – Dębogórska – Zajezdnia Golęcin | Zajezdnia Golęcin – Dębogórska – Robotnicza – Studzienna – Zgorzelecka – Hoża – Łączna – Rostocka – Szczecińska – Duńska – Krasińskiego – Orzeszkowej – Kołłątaja – Barbary – Kołłątaja |

## Megállóhelyek és átszállási lehetőségek
| 99 (Zajezdnia Golęcin – Kołłątaja) |                                                 |
| Megállóhely                        | Átszállási kapcsolatok                          |
| Kołłątaja                          | 2, 3, 10, 12 51, 57, 63, 69, 78, 82, 87, 89, 92 |
| Niemcewicza                        | 2, 12 51, 57, 63, 69, 78, 82, 87, 89, 92        |
| Orzeszkowej                        | 51, 69, 78, 87, 89, 92                          |
| Krasińskiego Wiadukt               | 87                                              |
| Łabędzia                           | 87                                              |
| Duńska                             | 87                                              |
| Złotowska                          | 87                                              |
| Wapienna                           | 57, 87                                          |
| Warszewo Kościół                   | 57                                              |
| Świergotki                         | 68, 89                                          |
| Pelikana                           |                                                 |
| Piaskowa                           |                                                 |
| Żabia                              |                                                 |
| Hoża                               | 58, 59                                          |
| Żelazna1                           | 58, 59                                          |
| Zgorzelecka2                       | 58, 59                                          |
| Robotnicza 5                       | 58, 59                                          |
| Robotnicza                         | 6, 11 58, 59                                    |
| Zajezdnia Golęcin                  | 6, 11 58, 59                                    |
| Zajezdnia Golęcin                  |                                                 |

1 – Zajezdnia Golęcin felé
2 – Kołłątaja felé

## Járművek
A viszonylaton Solaris Urbino 12 buszok közlekednek.
| Kép | Típus                    | Gyártó              | Gyártásban  |
| --- | ------------------------ | ------------------- | ----------- |
|     | Solaris Urbino 12        | Solaris Bus & Coach | 2005 – 2012 |
|     | Solaris Urbino 12 Hybrid | Solaris Bus & Coach | 2018        |